# Isoetes dodgei
Isoetes dodgei är en kärlväxtart som beskrevs av A. A. Eat.. Isoetes dodgei ingår i släktet braxengräs, och familjen Isoetaceae. Inga underarter finns listade i Catalogue of Life.